# Bromheadia cecieliae
Bromheadia cecieliae är en orkidéart som beskrevs av Kruiz. Bromheadia cecieliae ingår i släktet Bromheadia och familjen orkidéer. Inga underarter finns listade i Catalogue of Life.